# Energia geotérmica
Energia geotérmica, ou energia geotermal (geo: terra; térmica: calor), é a energia obtida a partir do calor proveniente do interior da Terra. Essa energia térmica aquece lençóis de água subterrâneos, bem como as rochas dos locais em que o magma fica mais próximo da crosta terrestre.
O calor da Terra existe numa parte por baixo da superfície do planeta, mas em algumas partes está mais perto da superfície do que outras, o que torna mais fácil a sua utilização.
Em certos locais, fazendo furos de apenas 100 metros é possível alcançar calor útil, assim como existem zonas onde contém nascentes de água quente completamente espontâneas. Mas na maior parte do mundo é necessário fazer furos de quilómetros de profundidade para encontrar calor significativo. (Tipicamente na crosta terrestre a temperatura aumenta  25º a 30º celsius por cada quilómetro de profundidade em direcção ao centro da Terra.)
A energia geotérmica tem muitas aplicações práticas, pode servir para aquecer habitações, estufas, piscinas, estufas de agricultura e Centrais geotérmicas para a produção de energia elétrica.
Devido à necessidade de se obter energia elétrica de uma maneira mais limpa e em quantidades cada vez maiores, existe um interesse renovado neste tipo de energia pouco poluente.
Para que possamos entender como é aproveitada a energia do calor da Terra devemos primeiramente entender como nosso planeta é constituído. A Terra é formada por grandes placas, que nos mantém isolados do seu interior, no qual encontramos o magma, que consiste basicamente em rochas derretidas. Com o aumento da profundidade a temperatura dessas rochas aumenta cada vez mais, no entanto, há zonas de intrusões magmáticas, onde a temperatura é muito maior. Essas são as zonas onde há elevado potencial geotérmico.

## História

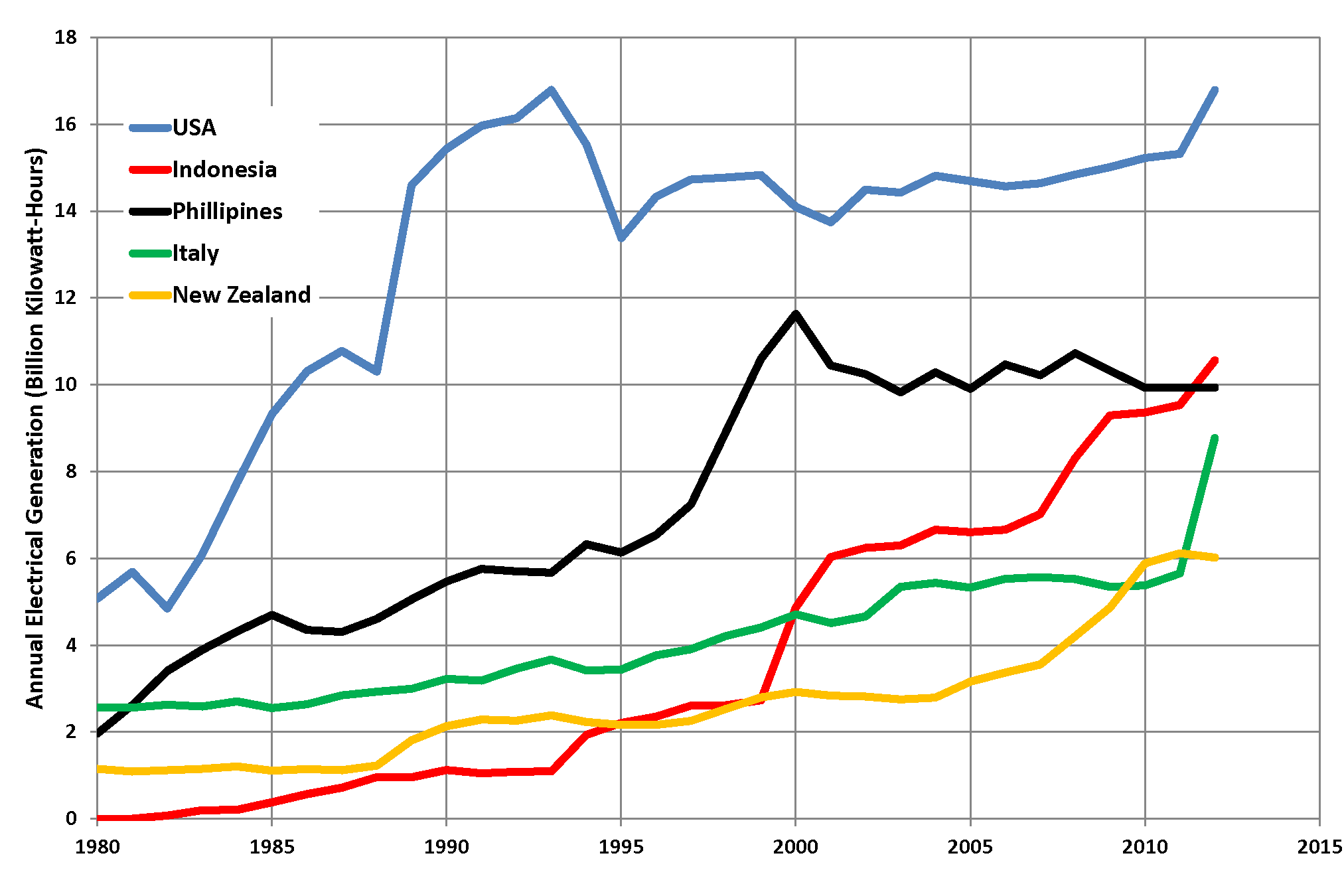
Produção histórica de eletricidade por fontes geotérmicas entre os 5 maiores produtores.

A primeira usina geotérmica para a geração eletricidade foi criada em 1904 em Larderello na região da Toscana, na Itália por Piero Ginori Conti, produzindo energia com sucesso ligando várias lâmpadas. Já em 1913, uma estação de 250 kW foi construída em Larderello com sucesso e se tornou a primeira usina geotérmica produzindo energia comercialmente e por volta da Primeira Guerra Mundial 100 MW estavam sendo produzidos.
Por volta de 1970, um campo de gêiseres na Califórnia estava produzindo 500 MW de eletricidade. A exploração desse campo foi dramática, pois em 1960 somente 12 MW eram produzidos e em 1963 somente 25 MW. México, Japão, Filipinas, Quénia e Islândia também têm expandido a produção de eletricidade por meio geotérmico.
Na Nova Zelândia o campo de gases de Wairakei, na Ilha do Norte, foi desenvolvido por volta de 1950. Em 1964, 192 MW estavam sendo produzidos, mas hoje em dia este campo está acabando.
Portugal conta com três centrais geotérmicas em funcionamento nos Açores. Duas na Ilha de São Miguel, e uma na ilha Terceira, Açores. As centrais de São Miguel foram construídas pela multinacional israelita Ormat e a da Terceira or um consórcio Italiano e Português (Exergy-CME).

## Fontes de energia geotérmica

Princípio do uso da energia geotérmica.

## Vantagens e desvantagens

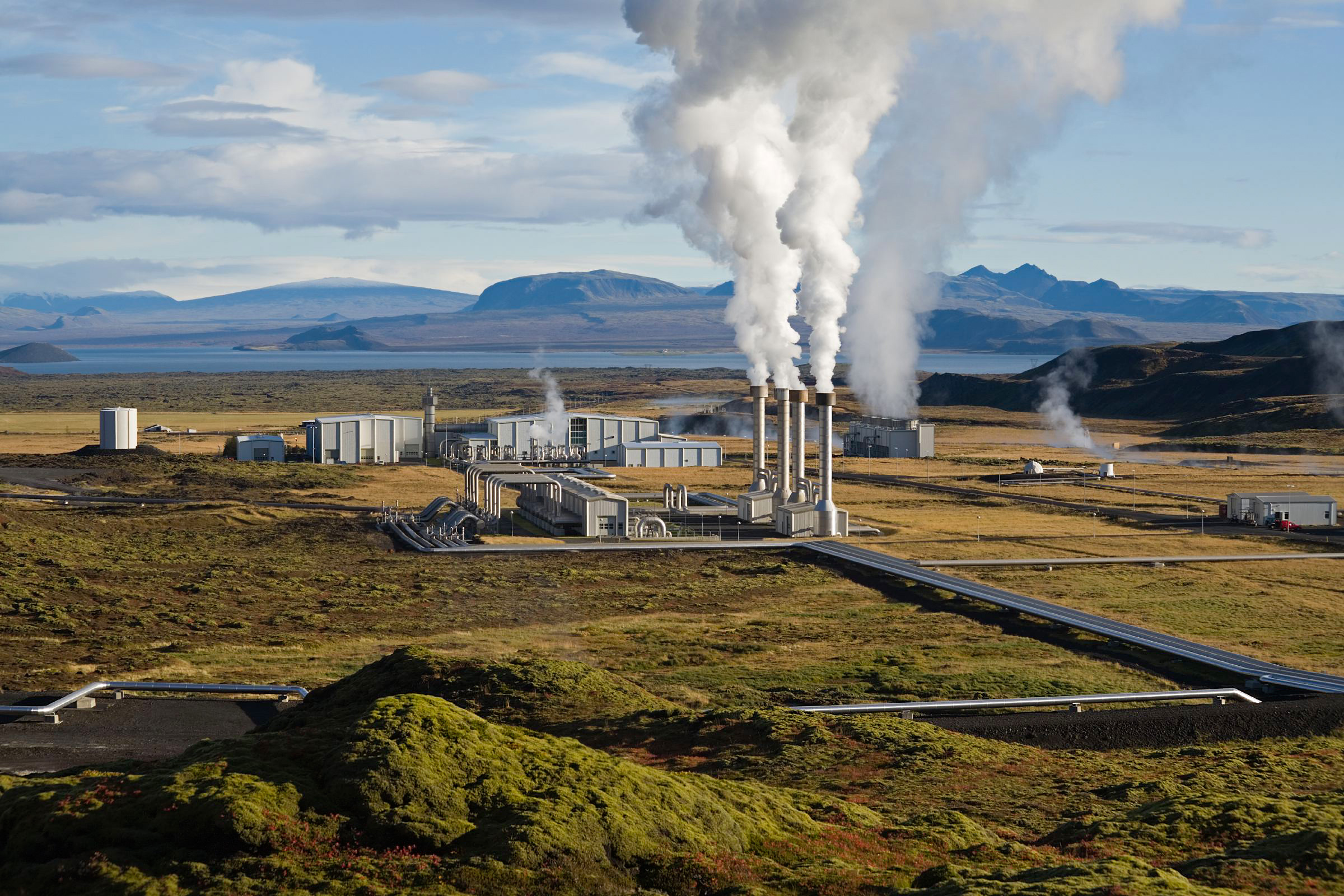
A usina geotérmica de Nesjavellir, próxima a Þingvellir, Islândia.